# Manyarejo (Manyar)
Manyarejo is een bestuurslaag in het regentschap Gresik van de provincie Oost-Java, Indonesië. Manyarejo telt 4302 inwoners (volkstelling 2010).